# Picea martinezii
Picea martinezii, vrsta zimzelenog drveta iz porodice borovki. Meksički je endem koji raste u državi Nuevo León na planinama Sierra Madre Oriental, visinama od 1 820 do 2 515 m. nad morem. Njoj srodna vrsta P. chihuahuana raste na visinama od 2 155 do 2 990 metara i to na planinama Sierra Madre Occidental.
Naraste 35 do 40 metara visine. U Meksiku se vodi kao ugrožena

## Sinonimi
- Picea chihuahuana subsp. martinezii (T.F.Patt.) Silba
- Picea chihuahuana var. martinezii (T.F.Patt.) Eckenw.